# I Corpo (Grande Armée)
O I Corpo do Grande Armée foi uma unidade militar que existiu durante as Guerras Napoleônicas. O corpo era composto de tropas em serviço imperial francês.

## As Campanhas
O Corpo foi formado em 1805 e o Marechal Jão Batista Bernadotte foi nomeado seu comandante.

### Terceira Coalizão
Lutou em Austerlitz em 1805

### Quarta Coalizão
Fez parte das batalhas de Schleiz, Halle e Lübeck em 1806 e Mohrungen e Spanden em 1807. Depois de Bernadotte foi ferido em Spanden, Claude Victor-Perrin liderou o corpo em Friedland onde suas táticas lhe valeram o bastão de marechal.

### Guerra Peninsular
Victor continuou a liderar o I Corpo na Espanha, onde estava envolvido em Uclés, Medellín, Alcântara, Talavera em 1809, o Cerco de Cádis começou em 1810 e em Barrosa em 1811.

### A invasão da Rússia
O corpo foi reorganizado com a força de cinco divisões de infantaria para a invasão francesa da Rússia em 1812 e o Marechal Louis Nicolas Davout foi indicado para liderar. No cruzamento com o Rio Niemen em 1812, o tamanho do I Corpo era de 79 000 homens, pelo propósito da Batalha de Smolensk, restaram 60 mil homens. Até o final da campanha russa, apenas 2 235 homens permaneceram.
Sob Davout a unidade lutou em Borodino, Vyazma e Krasnoi antes de se dissolver como uma unidade efetiva caindo sobre a retirada de Moscou.

### Sexta Coalizão
Em 1813, o I Corpo foi reconstituído e colocado sob o comando de Dominique-Joseph René Vandamme. O corpo foi reduzido às partes na Kulm e o restante se rendeu, juntamente com o XIV Corpo depois do Cerco de Dresden em novembro de 1813.

### Sétima Coalizão
O corpo foi reconstruído em 1815 e atribuído a Jean-Baptiste Drouet, Comte d'Erlon sob quem lutou em Waterloo.